# FK Mesina
Mesina je fudbalski klub iz Mesine, Italija. Klub je osnovan 1972. godine i trenutno se takmiči u Seriji C (treća liga Italije). Mesina svoje mečeve igra na stadionu San Filipo koji ima kapacitet od 37.895 mesta.

## Uspesi
- Serija B :
  - Prvak (1) : 1962/63.